# André Marie
André Marie (Honfleur, 3 de diciembre de 1897–Rouen, 12 de junio de 1974) fue un político francés. Miembro destacado del partido Radical, fue primer ministro durante la IV República, en 1948.

## Biografía
Nacido en Honfleur, Calvados, André Marie estudió en el Liceo Pierre Corneille, cuando sus padres se mudaron a Rouen en 1908. Mientras se preparaba para entrar en la Escuela Normal Superior Lettres et Sciences Humaines, fue movilizado a finales de 1916. Al final de la Primera Guerra Mundial, mandaba una batería de 75 hombres. Recibió dos traumatismos leves y numerosos elogios. Fue condecorado con la Cruz de guerra.
Comenzó a trabajar como abogado en 1922. Fue elegido diputado por el departamento de Seine-Inférieure (más tarde llamado Seine-Maritime), escaño que mantuvo desde 1928 hasta 1962 en el conocido como Palacio Borbón, sede de la Asamblea Nacional. En 1933, André Marie entró en el gobierno como Secretario de Estado en el gabinete de Albert Sarraut. Fue responsable de Alsacia y Lorena y sirvió luego en varias subsecretarías. También representó a Francia en la Sociedad de las Naciones.
Cuando la Segunda Guerra Mundial se intensificó, André Marie, capitán de artillería en la reserva, fue uno de los pocos parlamentarios que se alistó voluntariamente. Fue condecorado con una segunda cruz de guerra y hecho prisionero y encarcelado en la localidad de Oflag, en Saarburg. Por consiguiente, estuvo ausente en la votación de 10 de julio de 1940, por la que se facultada al mariscal Pétain y se instauraba el régimen de Vichy en Francia.
Marie fue liberado en 1941, después de haber servido como oficial en las dos Guerras Mundiales. Rechazó reconocer al gobierno de Vichy y a su regreso a Seine-Maritime, renunció a todos sus prebendas. En una carta a sus electores, explicó que no podía ejercer su mandato mientras que el pueblo no pudiera ser consultado libremente. Como miembro de la resistencia, fue denunciado y detenido el 12 de septiembre de 1943 por las autoridades de la ocupación y encarcelado en Compiègne, para luego ser deportado a un campo de Buchenwald, el 16 de diciembre de 1943, donde permaneció hasta su liberación por las tropas estadounidenses el 11 de abril de 1945. Había perdido 30 kilos, y había sufrido una infección en el corazón y una infección en el hígado.
Con su regreso a la actividad pública, André Marie recuperó rápidamente un lugar en la vida política, tanto en la departamental como en la nacional.

## Carrera ministerial

### Ministerio de Justicia
En 1947, fue nombrado Ministro de Justicia en el gobierno Ramadier, y presidió las últimas sesiones del encausamiento de los colaboradores del nazismo en el Tribunal Supremo.

### Primer ministro
El presidente de la República le llamó para convertirse en Primer Ministro, en sustitución de Robert Schuman, el 27 de julio de 1948, pero se vio obligado a renunciar tras un mes en el cargo.

### Otros ministerios
Marie fue vice primer ministro en el gobierno Queuille en 1948, y fue de nuevo nombrado Ministro de Justicia, negándose a perseguir a los militantes comunistas tras las huelgas mineras de 1948. El 3 de febrero de 1949, como Ministro de Justicia, fue interpelado en la Asamblea Nacional a cuenta de las subvenciones económicas al colaborador del gobierno de Vichy Pierre Brice. El diputado radical Emmanuel d'Astier de la Vigerie, declaró: 

Les hommes qui ont amassé des fortunes grâce à la collaboration jouissent maintenant pour une bonne part tranquillement de leur trahison tandis que le gouvernement, indulgent aux collabos, a mené une politique de répression contre la classe ouvrière.

 Debilitado por el asunto, André Marie renunció el 13 de febrero de 1949.
Más tarde fue ministro de Educación, entre agosto de 1951 y junio de 1954. Durante su etapa, se aprobaron las leyes Marie y Barangé, en apoyo de la educación gratuita. Fue un ardiente defensor de la educación pública, a la que contribuyó sin duda su legislación. Desde entonces, los estudiantes de las escuelas normales superiores son considerados aprendices de funcionarios: a cambio de un salario mensual, se les puede pedir cualquier servicio al gobierno en cualquier momento durante los diez años siguientes a su matriculación.

## Alcalde
Como Alcalde de Barentin de 1945 a 1974, se instalan las estatuas de la ciudad de la famosa "calle museo". Murió, a la edad de 76, en Rouen.